# Polyposthia similis
Polyposthia similis is een platworm (Platyhelminthes). De worm is tweeslachtig. De soort leeft in het zoute water.
Het geslacht Polyposthia, waarin de platworm wordt geplaatst, wordt tot de familie Polyposthiidae gerekend. De wetenschappelijke naam van de soort werd voor het eerst geldig gepubliceerd in 1893 door Bergendal.